# Amuse
Amuse is een zeer klein gerecht ter bevordering van de spijsvertering en om de smaakpapillen op gang te brengen. Het werkt zo als eetlustopwekker. Een amuse wordt vaak bij het plaatsnemen aan tafel in een restaurant aangeboden, maar oorspronkelijk is het een hapje dat tussen de gangen door geserveerd wordt.
De volledige term in het Frans is amuse-gueule of amuse-bouche, letterlijk 'vermaak voor de mond'. Het tweede klinkt minder vulgair, maar is in de spreektaal minder gangbaar.